# Giuseppe Giordani
Giuseppe Giordani o Giordaniello (Nápoles, 19 de diciembre de 1751 – Fermo, 4 de enero de 1798) fue un compositor italiano, principalmente de ópera.

## Biografía
Nacido en Nápoles, donde estudió música con Domenico Cimarosa y Niccolò Antonio Zingarelli. En 1774 fue nombrado director de música de la capilla de la catedral de Nápoles. Su primera ópera (L'Epponina) fue lanzada en 1779. Su drama sacro La distruzione di Gerusalemme fue un destacado éxito en el Teatro de San Carlos de Nápoles en 1787. Se convirtió en maestro de capilla en la catedral de Fermo en 1791.

## Obras
- L'Epponina, drama jocoso (Otoño 1779 Florencia, Palla a Corda)
- Il Demetrio, dramma per musica (Carnaval 1780 Modena, Corte)
- Erifile, dramma per musica (Carnaval 1780 Génova, S. Agostino)
- La Nitteti, dramma per musica (Carnaval 1780 Livorno, S. Sebastiano)
- Gl'inganni scambievoli, intermezzo (Carnaval 1781 Roma, Valle)
- La fiera di Brindisi, commedia per musica (Verano 1781 Nápoles, Fondo)
- Lo sposo di tre, e marito di nessuna, commedia per musica (Verano 1781 Nápoles, Fondo)
- Il convito, farsa (Carnaval 1782 Nápoles, Fondo)
- La principessa di Tingi, ballo eroico-pantomimico (30 de mayo de 1782 Nápoles, S. Carlo)
- La vendemmia, ossia La contadina impertinente, ballo comico (30 de mayo de 1782 Nápoles, S. Carlo)
- Pizzarro nelle Indie o sia La distruzione del Perù, dramma per musica (Otoño 1783 Livorno, Armeni)
- Osmane, dramma per musica (Carnaval 1784 Venecia, S. Benedetto)
- Tito Manlio, dramma per musica (Carnaval 1784 Génova, S. Agostino)
- La vestale, dramma per musica (Carnaval 1785 Bolonia, Zagnoni)
- Ifigenia in Aulide, dramma per musica (Carnaval 1786 Roma, Argentina)
- L'impegno o sia Chi la fa l'aspetti, farsa (Carnaval 1786 Roma, Capranica)
- Alciade e Telesia, dramma per musica (Carnaval 1787 Bolonia, Zagnoni)
- Fernando nel Messico, dramma per musica (Carnaval 1787 Roma, Argentina)
- Li ripieghi fortunati, farsetta (Carnaval 1787 Roma, Capranica)
- Il corrivo, commedia per musica (1787 Nápoles, Nuovo)
- La distruzione di Gerusalemme, drama sacro (25 de febrero de 1787, Nápoles, S. Carlo)
- Li tre fratelli ridicoli, farsa (1788 Roma, Capranica)
- Cajo Ostilio, dramma per musica (1788 Faenza, Comunale)
- Scipione, dramma per musica (Otoño 1788 Rovigo)
- Ariarte, dramma per musica (Carnaval 1789 Turín, Regio)
- Cajo Mario, dramma per musica (Otoño 1789 Lodi, Nuovo)
- La disfatta di Dario, dramma per musica (Carnaval 1789 Milán, Scala)
- Aspasia, dramma per musica (Carnaval 1790 Venecia, S. Benedetto)
- Nicomede, dramma per musica (Carnaval 1790 Génova, S. Agostino)
- Medonte, re d'Epiro, dramma per musica (Carnaval 1791 Roma, Argentina)
- Don Mirtillo contrastato, dramma jocoso (Otoño 1791 Venecia, S. Cassiano)
- Atalanta, dramma per musica (Carnaval 1792 Turín, Regio)
- Ines de Castro, dramma per musica (Carnaval 1793 Venecia, Fenice)

## Para saber más
- Giuseppe Giordani - Biografía (en italiano) Una breve biografía del compositor en el sitio del Conservatorio Statale di Musica 'G.B. Pergolesi', Istituto di Alta Formazione Artistica e Musicale, Fermo, realizado en colaboración con el "Centro Studi Giuseppe Giordani"